# Maculinea laranda
Maculinea laranda är en fjärilsart som beskrevs av Hans Fruhstorfer 1910. Maculinea laranda ingår i släktet Maculinea och familjen juvelvingar. Inga underarter finns listade i Catalogue of Life.